# Мурсалимкинский сельсовет
Мурсалимкинский сельсовет — муниципальное образование в Салаватском районе Башкортостана.
Административный центр — село Мурсалимкино.

## История
Согласно Закону Республики Башкортостан «Об изменениях в административно-территориальном устройстве Республики Башкортостан, изменениях границ и преобразованиях муниципальных образований в Республике Башкортостан» от 17 декабря 2004 года  N 125-з  были объединены   Мурсалимкинский поселковый совет и Ильчикеевский сельсовет.
Согласно Закону о границах, статусе и административных центрах муниципальных образований в Республике Башкортостан имеет статус сельского поселения.

## Население
| 2002  | 2009  | 2010  | 2012  | 2013  | 2014  | 2015  |
| ----- | ----- | ----- | ----- | ----- | ----- | ----- |
| 3404  | ↗3700 | ↘3024 | ↘2911 | ↘2821 | ↘2739 | ↘2675 |
| 2016  | 2017  | 2018  |       |       |       |       |
| ↘2654 | ↘2637 | ↘2607 |       |       |       |       |

## Состав сельского поселения
| № | Населённый пункт   | Тип населённого пункта       | Население |
| - | ------------------ | ---------------------------- | --------- |
| 1 | Мурсалимкино       | село, административный центр | ↘2203     |
| 2 | Баш-Ильчикеево     | деревня                      | ↘337      |
| 3 | Карагулово         | деревня                      | ↘231      |
| 4 | Новосюрюкаево      | деревня                      | ↘145      |
| 5 | Русское Ильчикеево | деревня                      | ↘108      |